# Cogito (roman)
Cogito est un thriller d'anticipation écrit par Victor Dixen et publié chez Robert Laffont dans la Collection R en 2019. En novembre 2019, l'auteur a annoncé sur ses réseaux sociaux que le roman serait adapté en série télévisée.

## Contexte
Le roman se déroule dans notre univers, tout comme Phobos et Extincta, 40 à 50 ans plus tard. Selon la chronologie de l'auteur, il se situe entre Phobos, qui se déroule dans un futur proche et Extincta, qui se déroule dans un futur lointain.
Cogito prend place dans une société futuriste où l'intelligence artificielle est devenue la norme et pratiquement vitale, nécessaire dans chaque action.
Victor Dixen nous offre la perspective d'un avenir au travers de questions actuelles, à savoir, si l'évolution de la technologie est une bonne ou mauvaise chose.

## Résumé
Roxane, une jeune femme rebelle de 18 ans, a plongé dans la délinquance après la perte de sa mère, provoquée par l'évolution de l'intelligence artificielle. Entre les discriminations qu'elle subit à l'école et les tensions à la maison, Roxane peine à voir le bout. Pire encore, elle est en bonne voie pour rater le Brevet d'Accès aux Corporations, diplôme essentiel. Sa dernière solution : un stage de programmation neuronale, une nouvelle technologie qui transformerait n'importe qui, en génie.
C'est ainsi qu'elle s'envole avec tout un groupe vers les îles Fortunées, un archipel tropical futuriste entièrement consacré à l'expérience.
Cependant, poussée par l'espoir de prouver au monde sa valeur, n'a-t-elle pas fait une erreur en plaçant son corps et son âme à la merci d'une technologie expérimentale ? L'utilisation de l'intelligence artificielle pour améliorer, développer les facultés et la substance même de l'esprit humain est-elle vraiment sans danger ?
Dans cet archipel aux allures ensorceleuses, Roxane va découvrir que toute lumière ne peut exister sans obscurité.

## Distinctions
- Cogito a remporté le prix Young Adult La Provence 2019[2].
- Cogito a également obtenu le Prix des Lecteurs R Canada 2019.
- Cogito a aussi décroché le Prix Imaginales des Lycéens 2020[3]